# Quartet de corda núm. 1 (Szymanowski)
El Quartet de corda núm. 1 en do major, op. 37, és una composició per a quartet de corda de Karol Szymanowski. Va ser el primer dels dos compostos per Szymanowski. L'obra és de 1917 durant el seu període mitjà. Destaca pel tercer moviment "politonal", que conté quatre tonalitats en les seves quatre parts escrites: el primer violí amb 3 sostinguts, el segon violí amb 6 sostinguts, la viola amb 3 bemolls i el violoncel sense bemolls ni sostinguts.
Dedicada al musicòleg francès Henry Prunières, l'obra va guanyar el primer premi al concurs de música de cambra del Ministeri de Confessions Religioses i Il·lustració Pública polonès. La seva primera actuació pública va ser a Varsòvia el 7 de març de 1924 interpretada pel Quartet de la Filharmònica de Varsòvia. Szymanowski tenia previst incloure un quart moviment, un final fugal, però la idea finalment es va descartar. Una actuació sol durar entre 17 i 18 minuts.

## Enregistraments
Els quartets de corda que han enregistrat la peça inclouen:
- Quartet de corda de Varsòvia. Da Camera Magna (coedició amb Pavane) (1982) (OCLC 900321717)
- Quartet de corda Wilanow. (1982)[6] [Veriton (1979); Edició Polskie Nagrania (1994)]
- Quartet de Varsovia. (1982 Vinyl, Pavane Records – ADW 7118) Olympia (1989)
- Quartet Carmina.[7] (Denon CD, 1992)[8][9]
- Quartet de corda Goldner . Naxos (2000)
- Quartet de corda Meccore . Polskie Nagrania/Warner Music Poland (2015)